# Асмолово (Курская область)
Асмо́лово — село в Рыльском районе Курской области. Входит в Березниковский сельсовет.

## География
Село находится на реке Сухая Амонька (в бассейне Сейма), в 97 км западнее Курска, в 12 км к северо-востоку от районного центра — города Рыльск, в 4 км от центра сельсовета — Березники.
Климат
Асмолово, как и весь район, расположен в поясе умеренно континентального климата с тёплым летом и относительно тёплой зимой (Dfb в классификации Кёппена).

## История
До 1781 года близ села на острове, образуемом рукавами Сейма, находилась Амонская пустынь Рыльского Николаевского монастыря. По преданию, Амонская пустынь была основана в 1462 году, однако эту датировку оспаривал историк А. Ключарёв. По документам существование монастыря прослеживается с 1621 года. По данным на 1726 год, в пустыни было четыре церкви. В письменных источниках упоминаются две монастырские церкви (Николаевская и Рождество-Богородицкая), а также возникшая между 1624 и 1628 годами Христорождественская церковь села Асмолово. Во второй половине XIX века сельский храм сгорел, новое церковное здание было построено в 1887 году.
В 1899 году на месте Амонской Николаевской пустыни была возведена часовня.

## Население
| 2002 | 2010 |
| ---- | ---- |
| 94   | ↘57  |

## Инфраструктура
Личное подсобное хозяйство. В селе 63 дома.

## Транспорт
Асмолово находится в 8 км от автодороги регионального значения 38К-017 (Курск — Льгов — Рыльск — граница с Украиной), в 5,5 км от автодороги 38К-040 (Хомутовка — Рыльск — Глушково — Тёткино — граница с Украиной), в 4,5 км от автодороги межмуниципального значения 38Н-705 (38К-040 — Капыстичи), в 11 км от ближайшей ж/д станции Рыльск (линия 358 км — Рыльск).
В 167 км от аэропорта имени В. Г. Шухова (недалеко от Белгорода).